# Jamaica (Queens)
Jamaica è un quartiere del Queens, uno dei cinque borough della città di New York. Nato nel 1656 e incorporato nella città di New York nel 1898, fa parte della Queens Community Board 12.
È delimitato da Hollis ad est, St.Albans, Springfield Gardens, Rochdale Village a sud-est, South Jamaica a sud, Richmond Hill e South Ozone Park a ovest, Briarwood a nord-ovest e Kew Gardens Hills, Jamaica Hills e Jamaica Estates a nord.
Nel territorio del quartiere è presente il Cimitero Prospect.

## Demografia
Secondo i dati del censimento del 2010 la popolazione di Jamaica era di 53 751 abitanti, in aumento del 3,5% rispetto ai 51 849 del 2000. La composizione etnica del quartiere era: 24,3% (13 073) asioamericani, 22,2% (11 946) afroamericani, 3,6% (1 949) bianchi americani, 0,9% (466) nativi americani, 0,1% (66) nativi delle isole del Pacifico, 5,2% (2 814) altre etnie e 4,9% (2 647) multietinici. Gli ispanici e latinos di qualsiasi etnia erano il 38,7% (20 790).

## Trasporti
Il quartiere è servito dalla metropolitana di New York attraverso diverse stazioni:
- Jamaica Center-Parsons/Archer e Sutphin Boulevard-Archer Avenue-JFK Airport della linea Archer Avenue, dove fermano i treni delle linee E, J e Z.
- Jamaica-179th Street, 169th Street, Parsons Boulevard e Sutphin Boulevard della linea IND Queens Boulevard, dove fermano i treni della linea F.

All'interno dei suoi confini si trova anche la stazione ferroviaria Jamaica della Long Island Rail Road.